# Scrobipalpa traganella
Scrobipalpa traganella is een vlinder uit de familie tastermotten (Gelechiidae). De wetenschappelijke naam is voor het eerst geldig gepubliceerd in 1915 door Chretien.
De soort komt voor in Europa.